# Aphanocephalus quadrimaculatus
Aphanocephalus quadrimaculatus is een keversoort uit de familie Discolomatidae. De wetenschappelijke naam van de soort is voor het eerst geldig gepubliceerd in 1887 door Matthews.